# Svaz spisovatelů
Svaz spisovatelů je označení pro orgány politického řízení kultury v SSSR – např. Svaz sovětských spisovatelů = Svaz spisovatelů SSSR – a jeho satelitech – např. Svaz československých spisovatelů = Svaz spisovatelů ČSR / ČSSR.
Kultura byla – stejně jako např. i školství – od Leninových dob považována za důležitý nástroj kontroly nad společností a jejího vývoje v duchu komunistické ideologie. V počátcích sovětské moci znamenala kontrola spisovatelů prakticky kontrolu kulturního života. Později v této mocenské sféře vznikaly i svazy v dalších oblastech kultury.
V totalitních dobách „temna“ jejich funkcionáři vyhlašovali stranickou linii, případně i čistky nebo jména režimem zavržených nebo jemu neposlušných. V dobách „tání“ – mimo SSSR např. v Polsku a Maďarsku v polovině 50. let, nebo v Československu ke konci 60. let – se tyto svazy stávaly diskusními fóry části společnosti, které ale byly potlačeny nástupem tzv. normalizace.

## Poválečné Československo

### Přehled 1948 až 1989
- do roku 1949 Syndikát českých spisovatelů (založen 1919, zanikl 1949 sloučením se Spolkem slovenských spisovatelů do Svazu československých spisovatelů)[1]
- 1948 až 89 – politické řízení kulturního života, včetně literárního:
  - 1948, duben – Sjezd národní kultury, vyhlášení stranické linie komunistickými představiteli (Kopecký, Nejedlý, Štoll)
  - 1948/49 – založen komunistický Svaz československých spisovatelů
  - 1949 – I. sjezd Svazu československých spisovatelů, vyhlášení stranické linie
  - 1956 – II. sjezd, opatrná (požadavek uvolnění cenzury) až odvážná prohlášení (Seifertovo zastání se vězněných spisovatelů, Hrubínovo vystoupení) pod vlivem Chruščovova tání v SSSR
  - 1959 – mimořádný sjezd, projev funkcionáře Štolla zahájil dobu částečných ústupů od svobodnějších projevů
  - 1963 – III. sjezd, opatrné až odvážnější požadavky na menší vliv politiky v kultuře a o nápravu některých křivd
  - 1965 – kulturní rezoluce sjezdu KSČ odmítla stalinské pojetí kultury, zároveň ale upozorňovala „nebezpečí zlehčování socialistické ideologie“, do mocenské sféry ČSSR po téměř deseti letech dorazilo moskevské „tání“
  - 1967 – IV. sjezd (Praha, 27.–29. června), v Československu památný sjezd, jehož průběh signalizoval „tání“ politických poměrů
  - 1969 – V. sjezd (Praha, červen), odsouzení normalizace a protesty proti začínajícím zákazům a perzekuci (bez odezvy jiné než další perzekuce)
  - 1969 – Založen „Seifertův“ Svaz českých spisovatelů
  - 1970 – zákaz Svazu československých spisovatelů
  - 1970 – zánik „Seifertova“ Svazu českých spisovatelů nařízený ministerstvem vnitra ČSSR
  - 1972 – založen komunistický Svaz českých spisovatelů (po listopadu '89 pokračuje jako levicová Unie českých spisovatelů)
  - 1977 – založen komunistický Svaz československých spisovatelů

- 1989, prosinec – založena Obec spisovatelů, a ze slovenské časti vznikly Spolek slovenských spisovatelů a Asociace organizací spisovatelů Slovenska